# Bombus neoboreus
Espèce
Bombus neoboreus est une espèce de bourdons du sous-genre Alpinobombus. 

## Répartition
Ce bourdon se rencontre au Canada et aux États-Unis.

## Systématique
Le nom valide complet (avec auteur) de ce taxon est Bombus neoboreus Sladen, 1919.
Bombus neoboreus a pour synonyme :
- Bombus strenuus Cresson, 1863